# S-Bahn Berlin GmbH
Die S-Bahn Berlin GmbH ist der Betreiber der Berliner S-Bahn. Die Gesellschaft wurde am 1. Januar 1995 als 100-prozentige Tochtergesellschaft der Deutschen Bahn gegründet.

## Hintergrund
Zum Jahreswechsel 1993/1994 vereinigten sich die Deutsche Reichsbahn und die Deutsche Bundesbahn zur Deutschen Bahn AG. Zeitgleich wurde der Betrieb der S-Bahn im ehemaligen West-Berlin – bis dahin von der BVG durchgeführt – von der Reichsbahn (die bereits den Betrieb der S-Bahn im Ostteil der Stadt stellte) bzw. nun der Deutschen Bahn übernommen. Nach Gründung der S-Bahn Berlin GmbH im Jahr 1995 übernahm diese das Bahnhofs- und Fahrdienstpersonal; auch Werkstatteinrichtungen und Fahrzeuge sind Eigentum der S-Bahn Berlin GmbH, nicht aber die Bahnhöfe, Gleisanlagen, Fahrstromversorgung und Signaltechnik, die später zu der DB Station&Service bzw. der DB Netz kamen; seit Ende 2023 verschmolzen zu DB InfraGO.
Bis etwa 2006/2007 galt die Berliner S-Bahn als ein zuverlässiges S-Bahn-System. Seitdem wurde ein stetiger Leistungsrückgang beklagt, der in den Jahren 2008, 2009 und 2010 mit gravierenden Leistungseinbrüchen seinen Höhepunkt gefunden hat. Die Gründe liegen laut Berliner Senat in einem Zusammenwirken von überzogenen Rationalisierungen in Folge des vom Mutterkonzern ausgeübten Renditedrucks, daraus resultierenden Wartungsdefiziten, einem Managementversagen der S-Bahn-Leitung und Konstruktionsmängeln der neuen Fahrzeuge.
Im Februar 2018 startete eine DB-gesellschaftsübergreifende Qualitätsoffensive S-Bahn PLUS, an der neben der S-Bahn Berlin GmbH auch die DB InfraGO AG, sowie die DB Energie GmbH beteiligt sind. Deren Schwerpunkt liegt in der Verbesserung der Pünktlichkeit. Von Januar bis September 2019 lag diese im Mittel bei 96,2 % und somit über der verkehrsvertraglich vorgegebenen Marke von 96 %.

### Ergebnisse
Die Fahrgastzahlen sind seit der Gründung der Gesellschaft kontinuierlich gestiegen. So hatte sie 1995 246 Millionen Fahrgäste befördert; im Jahr 2001 waren es bereits 296 Millionen Fahrgäste, und im Jahr 2008 lag die Beförderungsleistung bei 388 Millionen Fahrgästen. Im Jahr 2012 nutzten 395 Millionen Fahrgäste die S-Bahn und die S-Bahn erreichte ein Umsatz von 568 Millionen Euro.
Die Betriebsstörungen ab 2009 zogen schwere Verluste nach sich. Nach einem Verlust von 92,9 Millionen Euro im Jahr 2009, von 222,2 Millionen Euro 2010 und von 41,6 Millionen Euro 2011, war der Verlust auf 7,1 Millionen Euro im Jahr 2012 reduziert worden.

### Geschäftsführung
Erster Geschäftsführer der S-Bahn GmbH war Axel Nawrocki, der bis 1998 amtierte. Als Vorsitzenden der Geschäftsführung löste ihn Günter Ruppert ab, der bereits seit 1994 für den technischen Bereich der S-Bahn verantwortlich war. Diesem folgte im Mai 2007 Tobias Heinemann, der vorher Marketingaufgaben bei DB Regio wahrnahm, als Sprecher der Geschäftsführung.
Im Juli 2009 wurde die amtierende Geschäftsführung abberufen, die für die durch Wartungsmängel hervorgerufenen Betriebsstörungen verantwortlich gemacht wurde. Seitdem sitzt Peter Buchner der Geschäftsführung vor.

### Eigentümer
Nach der Gründung der S-Bahn Berlin GmbH zum 1. Januar 1995 gehörte diese zunächst zum Geschäftsfeld DB Stadtverkehr. Seit März 2010 gehört sie zu 100 % der DB Regio, die wiederum Teil der Deutschen Bahn ist.

### Logo
Die S-Bahn Berlin GmbH nutzt das im Jahre 1930 vom Berliner Grafiker Fritz Rosen als Auftragsarbeit entworfene S-Bahn-Logo.

## Verkehrsvertrag und Subventionen

### Verkehrsvertrag von 2004
Die S-Bahn Berlin GmbH betreibt den Verkehr der S-Bahn auf Grundlage einer Ausschreibung eines im August 2004 unterzeichneten Verkehrsvertrages zwischen der Deutschen Bahn und dem Berliner Senat. Der Vertrag gilt rückwirkend von Anfang 2003 bis zum Ende des Jahres 2017 und umfasst Mittel der Länder Berlin und Brandenburg in Höhe von 3,54 Milliarden Euro. Ursprünglich beinhaltete der Vertrag die Option, dass das Land Berlin den Betrieb auf den Nord-Süd-Strecken bereits ab 2010 in einer Ausschreibung neu vergeben konnte. Anfang 2008 verzichtete der Berliner Senat auf diese Möglichkeit. Der laufende Verkehrsvertrag sieht stetig steigende Betriebskostenzuschüsse und Kilometerentgelte vor. Das Kilometerentgelt steigt demnach von 7,27 Euro (2003) auf 9,14 Euro (2017). Zuzüglich Fahrgeldeinnahmen erhält die S-Bahn-Berlin rund 18 Euro je Zugkilometer. Kritiker halten dieses Niveau für zu hoch. Durch Wettbewerb könne der Zuschussbedarf auf höchstens fünf Euro je Zugkilometer beschränkt werden.
Bereits vor Vertragsabschluss war der Vertrag von der Europäischen Kommission wegen der fehlenden Ausschreibung überprüft worden.
Ausgehend von einer Anfrage des verkehrspolitischen Sprechers der Fraktion der Grünen, im Europäischen Parlament, Michael Cramer (Bündnis 90/Die Grünen), hat die Europäische Kommission am 27. Oktober 2009 angekündigt, die Finanzierung der Berliner S-Bahn auf einen Verstoß gegen das EU-Beihilferecht zu überprüfen. Dieser könnte darin bestehen, dass die Betreibergesellschaft der Berliner S-Bahn 2009 rund 232 Millionen Euro Beihilfemittel vom Land Berlin für den Betrieb der S-Bahn erhalten, jedoch 87 Millionen Euro als Gewinn an die Deutsche Bahn als Mutterkonzern abgeführt hat. Damit wäre der Grundsatz des europäischen Vergaberechts verletzt, wonach staatliche Zuschüsse für ein Verkehrsunternehmen nur dessen Kosten decken dürften.
Aufgrund der S-Bahn-Krise ab 2009 wurde der Verkehrsvertrag geändert bezüglich Sanktionsmöglichkeiten und Abzugshöhe bei Schlechtleistungen, bezüglich erweiterter Vorgaben zur Qualitätsverbesserung und hinsichtlich abrechenbarer Vorgaben z. B. zum Einsatz der Fahrzeuge oder der Organisation und Information im Falle von S-Bahn-Störungen. Der Änderungsvertrag wurde im Oktober 2010 unterzeichnet.

### Betrieb ab 2017
Im Jahr 2012 entschieden die beiden Bundesländer Berlin und Brandenburg als zuständige Aufgabenträger, den Betrieb und die Wartung der S-Bahn Berlin europaweit öffentlich auszuschreiben, als Vergabestelle wurde der Verkehrsverbund Berlin-Brandenburg beauftragt. Geplant waren ursprünglich unabhängige Ausschreibungen für drei Teilnetze (Ring, Stadtbahn und Nord-Süd) durchzuführen; die Ausschreibung des Gesamtnetzes wurde verworfen, da bei einer solchen Vergabe wegen der hohen Risiken unzureichender Wettbewerb zu erwarten war. Nach Ablauf des jetzigen Verkehrsvertrags im Dezember 2017 soll die Deutsche Bahn mit der S-Bahn Berlin GmbH aber weiter für zwei der Teilnetze direkt beauftragt werden, da ein neuer Betreiber des Netzes neue Fahrzeuge kaufen müsste, weil die Bahn nicht bereit war, Züge abzugeben. Auf dem Berliner System mit der seitlichen Stromschiene und den Gewichtsbeschränkungen bei den Zügen können nur eigens dafür entwickelte Fahrzeuge eingesetzt werden, die bis 2017 in der erforderlichen Zahl nicht zu beschaffen gewesen wären. Darüber hinaus bewarb sich die S-Bahn Berlin GmbH aber auch für das ausgeschriebene Teilnetz Ring im ab April 2013 laufenden Vergabeverfahren.

### Fahrzeugausschreibung
Im November 2013 schrieb das Unternehmen einen Rahmenvertrag über die Lieferung neuer Züge aus. Der Rahmenvertrag sieht eine mögliche Abnahme von bis zu 690 Viertelzügen vor. Aktuell verfügt die S-Bahn Berlin über rund 750 Viertelzüge (Stand: 2024). Falls die S-Bahn Berlin das Vergabefahren für das Teilnetz Ring für sich entscheiden kann, sollen hierfür 195 Viertelzüge abgerufen werden.

## Beteiligung an Ausschreibungen außerhalb Berlins
Im Jahr 2008 beteiligte sich die S-Bahn Berlin GmbH an der Ausschreibung für den Betrieb der Stockholmer U-Bahn. Den Zuschlag bekam allerdings MTR aus Hongkong.

## Weblink
- Website der S-Bahn Berlin